# 德高厝上帝廟

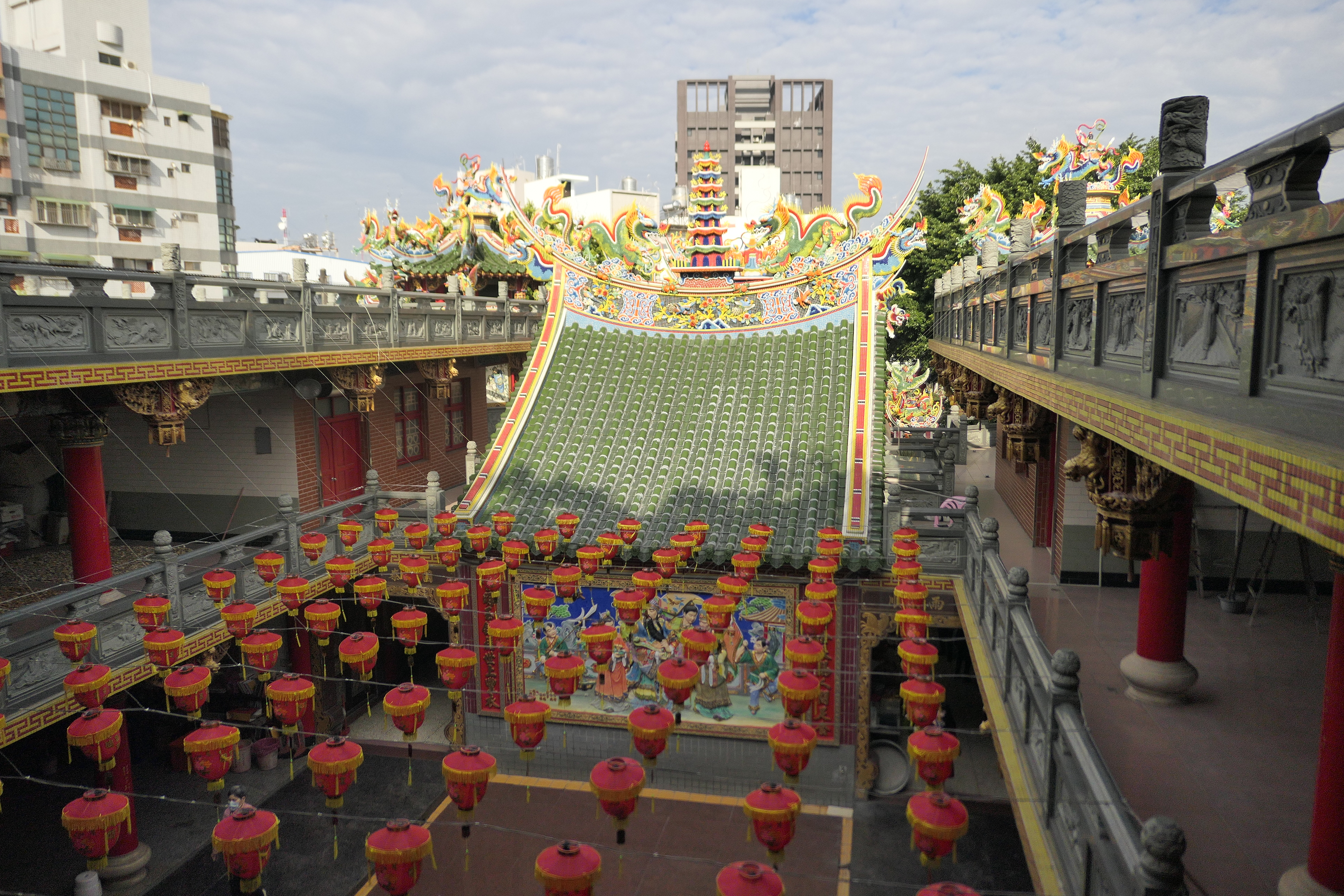
從後殿二樓拍攝的前殿

德高厝上帝廟又稱竹篙厝上帝廟、仁和宮北極殿，是位於臺南市東區德高里的玄天上帝廟，為德高厝的信仰中心。
每年農曆三月初三玄天上帝聖誕會舉行祈福繞境儀式，歷時15天，其中8天舉行遶境，範圍包括東區德高里、崇善里、仁和里、和平里、大智里、東智里、崇德里、崇文里、崇成里等9個里。

## 沿革
約在清乾隆四十年代左右，德高厝聚落發生瘟疫，居民決定前往迎請附近的上帝廟的上帝公聖像來除瘟消災。疫情結束後，由居民陳玉瓊倡議建廟供奉上帝公。廟宇於乾隆四十六年（1781年）落成，陳玉瓊並獻上一個石造香爐。該香爐正面寫著「玄天上帝」，左邊寫著「仁和里」，右邊寫著「德高厝」。
而後廟宇歷經多次重修或擴建，民國71年（1982年）時增建後殿。

## 照片

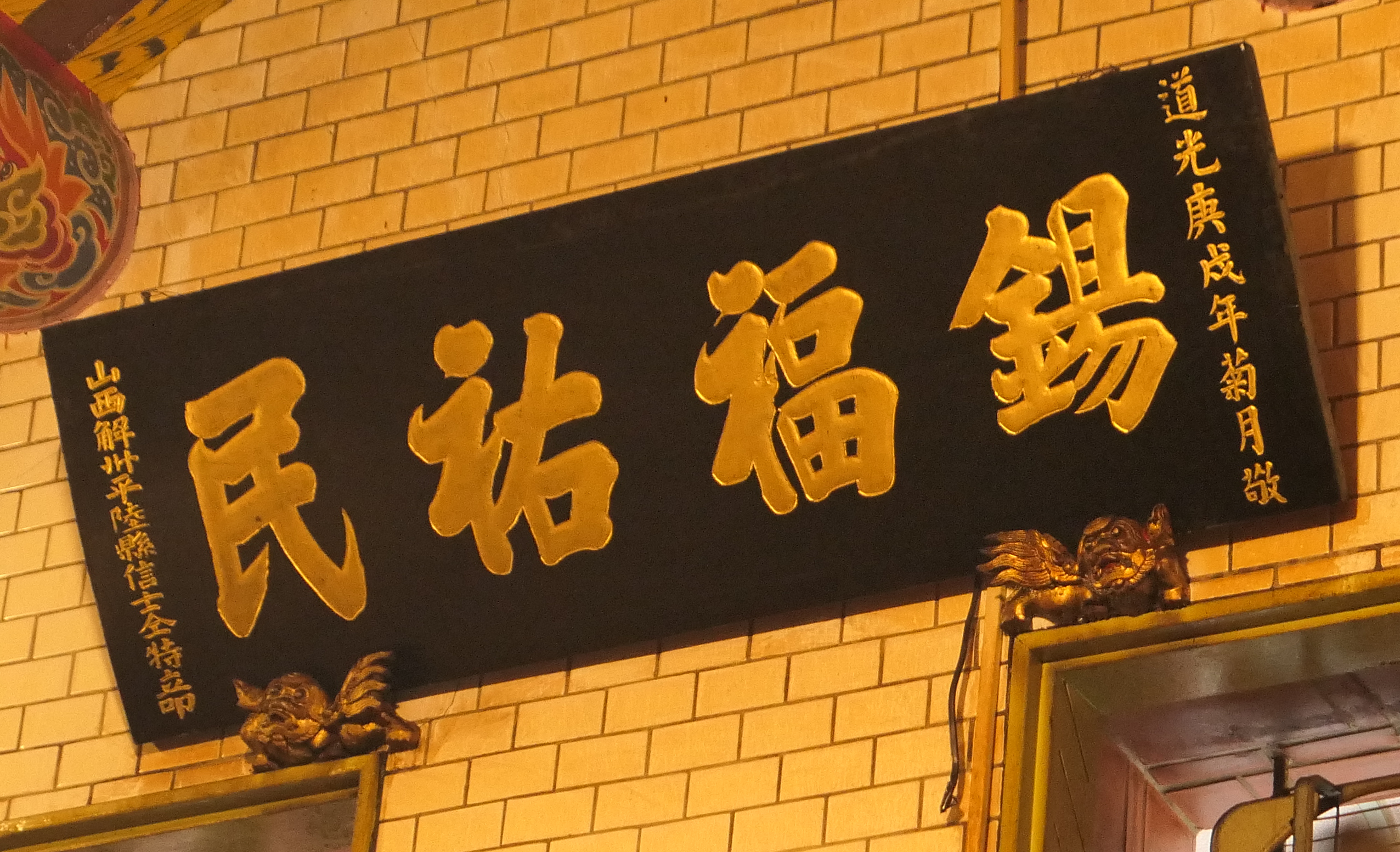
「錫福祐民」匾（1850年）
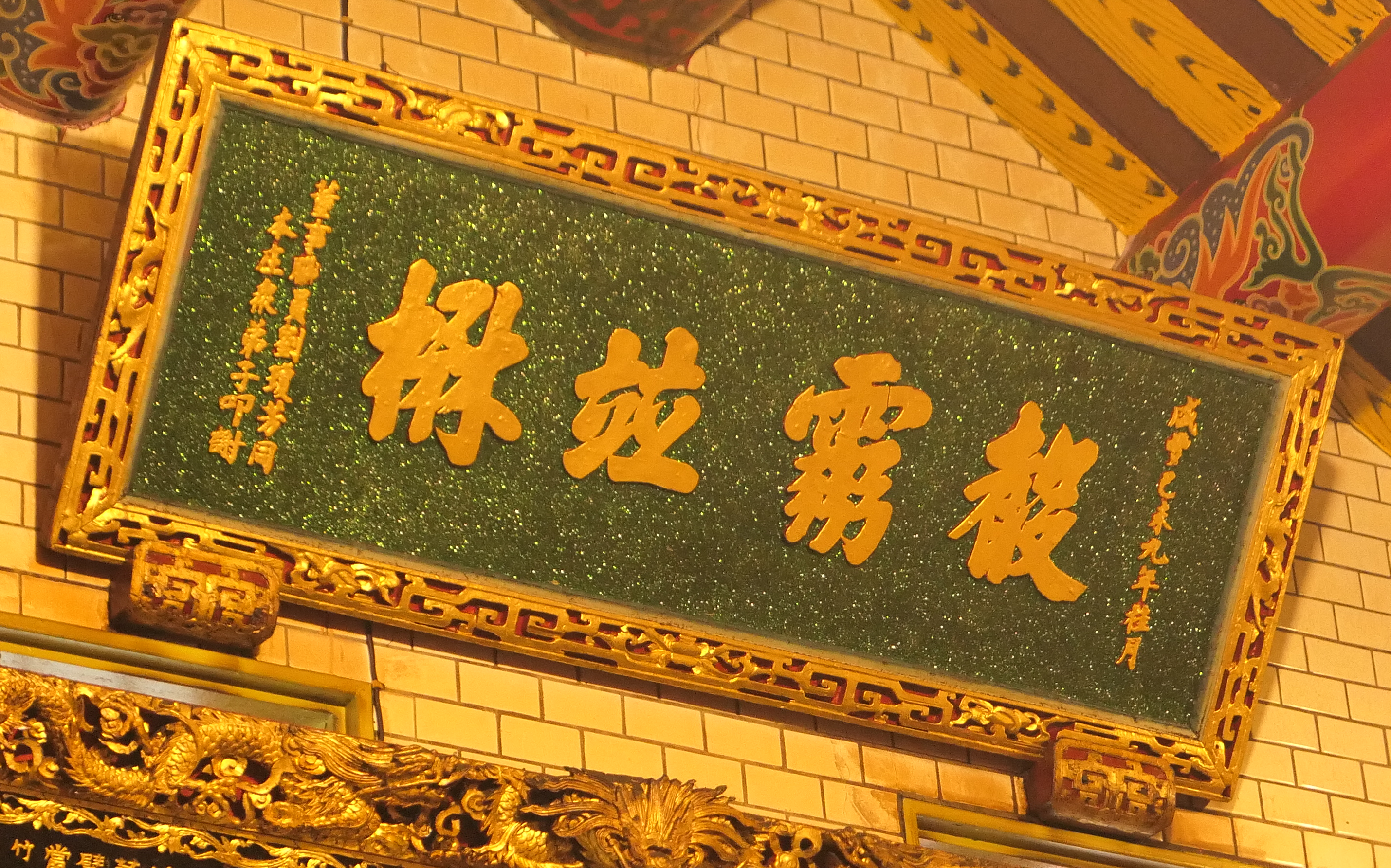
「聲靈並楙」匾（1859年）
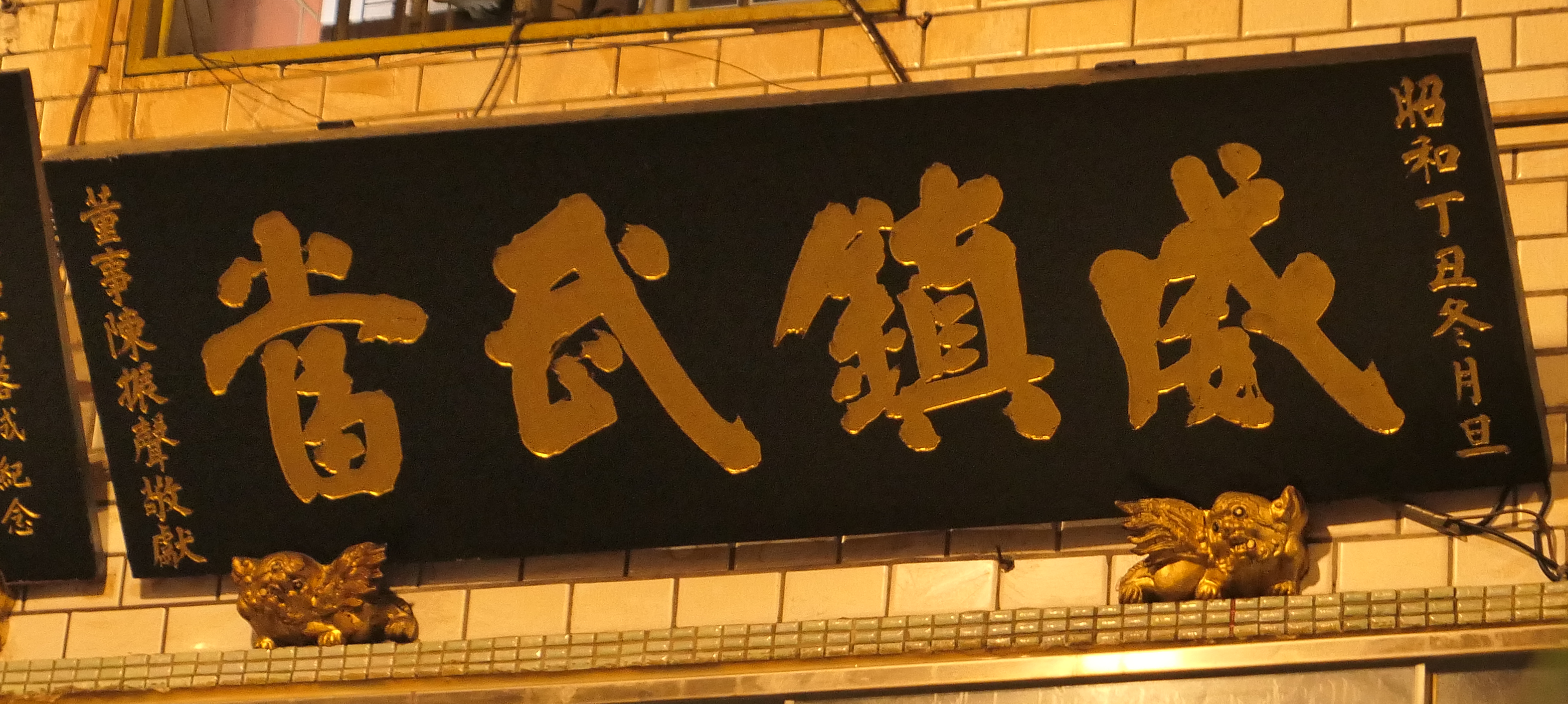
「威鎮武當」匾（1937年）